# Maison-musée de Bulbul
La maison-musée de Bulbul (en azerbaïdjanais: Bülbülün ev muzeyi) ou le musée commémoratif de Bulbul (en azerbaïdjanais: Bülbülün xatirə muzeyi) est une maison-musée historique du célèbre chanteur soviétique azerbaïdjanais BulBul. Le musée commémoratif a été créé en 1976 à l'initiative personnelle de Heydar Aliyev et le musée a eu une cérémonie d'ouverture en 1982. Le musée est situé à Bulbul 15, Sabail, Bakou.

## Histoire
Le musée commémoratif de Bulbul a été créé en 1976 à l'initiative personnelle du premier secrétaire du Comité central du Parti communiste d'Azerbaïdjan - Heydar Aliyev. Dans cet appartement, Bulbul a vécu et travaillé depuis 1937 jusqu'aux derniers jours de sa vie, jusqu'au 26 septembre 1961. Le 1er juillet 1977, son épouse - Mammadova a été nommée directrice du Musée commémoratif de Bulbul. Le 10 juin 1982, le Musée commémoratif de Bulbul à Bakou a eu une cérémonie d'ouverture.

## Exposition
Le musée a été placé dans 4 salles d'exposition. 3 salles sont conservées en souvenir, l'une est une salle d'exposition. Le musée rassemble des documents et des matériaux sur les activités créatives, scientifiques, pédagogiques et sociales de Bulbul. Parmi eux, il y a des manuscrits originaux, des fûts de gramophone, des photographies, des notes, des livres, des articles ménagers, des œuvres d'art et des effets personnels. 
Succursales:
- Maison-Musée de Bulbul à Choucha[4].